# Тардьё, Жан
Жан Тардьё (фр. Jean Tardieu; 1 ноября 1903, Сен-Жермен-де-Жу — 27 января 1995, Кретей) — французский поэт, драматург, эссеист, переводчик. Один из зачинателей театра абсурда.

## Биография
Родился в 1903 году в семье художника и арфистки. Учился в знаменитом парижском лицее Кондорсе. В 17 лет пережил нервный срыв и мировоззренческий кризис, отголоски которого слышны в его творчестве.
Изучал в Париже вначале право, затем литературу. Работал в музеях, издательствах, на радио.

## Творчество
Первые поэтические сборники Тардьё вышли в 30-е годы, когда он, вместе с А. Жидом, Ж. Поланом, Ф. Понжем и др., входил в группу писателей, объединившихся вокруг литературного журнала «Нувель ревю франсез». Поэзии этого периода свойствен мрачный лиризм и ощущение тревоги. В 30-е — 40-е годы Тардьё также переводил с немецкого Гёте и Гёльдерлина.
Славу Тардьё принесли стихи, написанные во время Второй мировой войны, когда он участвовал в движении Сопротивления. Стихотворения, печатавшиеся в годы оккупации подпольно, позднее были им собраны в книге «Задушенные боги» (1946).
В послевоенное время творческая манера Тардьё существенно меняется: в ней появляются элементы театральности, игры. В 1951 г. выходит едва ли не самый известный поэтический сборник Тардьё «Месье Месье», насыщенный парадоксами, каламбурами, словесной игрой.
После войны Тардьё работает на радио и сочиняет радио- и театральные пьесы в духе «театра абсурда». В этих коротких пьесах Тардьё экспериментирует с языком, показывая абсурдность языковых и социальных условностей.
Тардьё — автор ряда эссе о живописи и музыке. Эти два вида искусства всегда привлекали его; некоторые из его стихотворений построены по законам музыкальной композиции, а ряд его стихотворных сборников создавался в сотрудничестве с художниками, такими как Пикассо, Макс Эрнст, Пьер Алешинский и Ханс Хартунг.
У Тардьё также есть тексты, написанные для детской аудитории.

## Признание
В 1972 Жан Тардьё получает Большую поэтическую премию Французской академии. В 1986 году ему присуждена Большая премия общества литераторов Франции.
На стихи Тардьё писали музыку Жермен Тайфер, Анри Дютийё, Вольфганг Рим, Софи Лаказ. Его книги иллюстрировали Жан Базен и др.

## Избранные произведения

### Стихотворения
- Скрытый поток (1933)
- Задушенные боги (1946)
- Месье Месье (1951)
- Ничейный голос (1954)
- Безвестные истории (1961)

### Драмы
- Камерный театр (1955, переизд. 1966, 1997)

### Сводные издания
- Oeuvres. Paris: Gallimard, 2003 (Quarto)

## Публикации на русском языке
- Из современной французской поэзии (Раймон Кено, Анри Мишо, Жан Тардье, Рене Шар). — Москва: Прогресс, 1973. — С. 211—298.
- Жорж Де Латур. Клее. Вольс. Кандинский. Портрет на авось (Пьер Алешинский) // Пространство другими словами : французские поэты XX века об образе в искусстве. — СПб.: Изд-во Ивана Лимбаха, 2005.
- Ж. Тардьё. Формерийки / Пер. с франц. А. Давыдова и Е. Туницкой. — Москва: Комментарии, 2009. — 56 с. — ISBN 5-85677-058-7.
- Ж. Тардьё. Пять дивертисментов / Пер. с франц. А. Давыдова и Е. Туницкой. — Москва: Комментарии, 2012. — 64 с. — ISBN 978-5-85677-067-6.
- Начало и конец. Перевод Александра Давыдова // Дети Ра. — 2009. — № 8.